# Succinyl-CoA
Succinyl-CoA, även känt som succinyl-koenzym A eller bärnstenssyra-CoA är en kemisk förening med formeln C25H40N7O19P3S. Ämnet består av karboxylsyran bärnstenssyra kopplad till koenzym A. Ämnet ingår i citronsyracykeln.

## Identifikatorer
- PubChem 1111
- MeSH succinyl-coenzyme+A